# Linum punctatum
Linum punctatum är en linväxtart. Linum punctatum ingår i släktet linsläktet, och familjen linväxter.

## Underarter
Arten delas in i följande underarter:
- L. p. kurdicum
- L. p. punctatum
- L. p. pycnophyllum